# Acanthocyrtus
Genre
Acanthocyrtus est un genre de collemboles de la famille des Entomobryidae.

## Distribution
Les espèces de ce genre se rencontrent en Australie et en Afrique.

## Liste des espèces
Selon Checklist of the Collembola of the World (version du 10 septembre 2019) :
- Acanthocyrtus barrowensis Zhang, 2009
- Acanthocyrtus lineatus Womersley, 1934
- Acanthocyrtus loftyensis Zhang, 2009
- Acanthocyrtus marginalis Salmon, 1956
- Acanthocyrtus spinosus (Schött, 1917)
- Acanthocyrtus yolngui Zhang, 2009

## Publication originale
- Handschin, 1925 : Beiträge zur Collembolenfauna der Sundainseln. Treubia, vol. 6, p. 225-270.